# The Evil Within 2
The Evil Within 2 (укр. Зло усередині 2), відома в Японії як Psychobreak 2 (яп. サイコブレイク Сайкобурэйку 2), — кросплатформовий хорор розробки Tango Gameworks для платформ Microsoft Windows, PlayStation 4 і Xbox One. Реліз відбувся в жовтневу п'ятницю 13-го 2017 року. Керівником проекту, замість Шінджі Мікамі, виступив Джон Йоханас.

## Сюжет
Детективу Себастьяну Кастелланосу доведеться знов повернутися в пекло, щоб врятувати Лілі — дочку, яку він вважав загиблою. Події відбуватимуться в Юніоні — гинучому містечку, створеному за допомоги свідомості Лілі, котру корпорація «Мобіус» перетворила на «STEM» — ядро системи колективного об'єднання свідомостей. Під час проходження головний герой має змогу відносно вільно досліджувати місто оглядаючи всі темні закутки. Ресурси і боєприпаси зустрічаються нечасто, проте додатково доступні до виготовлення у спеціальних місцях. У розпорядженні Себастьяна наявний новий комунікатор, що дозволяє йому підтримувати зв'язок зі своєю колишньою протеже, Джулі Кідман, яка постачає детектива необхідною інформацією. Також комунікатор корисний в орієнтуванні у просторі Юніон, допомагаючи знаходити необхідні ресурси, побічні завдання, дані про становище в місті і самої Лілі, — пристрій дозволяє простежувати її шлях по системі.

## Розробка
На відміну від попередньої частини, яка розроблювалася на основі грального рушія id Tech 5, розробка The Evil Within 2 велася на основі дещо нового грального рушія – STEM, який у свою чергу створювався на основі id Tech 5, тобто є його відгалуженням.
У серпні 2016 року Піт Хайнс, керівник видавництва Bethesda Softworks, повідомив, що The Evil Within було продано достатньо копій, щоб гарантувати продовження, хоча він відмовився коментувати, чи знаходиться нова гра в розробці. Витік інформації про гру стався у березні 2017 року, коли було оприлюднено опис роботи для Psycho Break 2, японської назви гри. Реклама гри була передчасно розміщена на Reddit, за кілька годин до офіційного анонсу гри на прес-конференції Bethesda на Electronic Entertainment Expo 2017.